# Dasytomima rachelae
Dasytomima rachelae là một loài bọ cánh cứng thuộc họ Oedemeridae. Loài này được miêu tả khoa học đầu tiên năm 2005 bởi Lawrence.